# قاي كولويل
قاي كولويل (بالإنجليزية: Guy Colwell)‏ هو رسام أمريكي، ولد في 28 مارس 1945 في أوكلاند في الولايات المتحدة.

## وصلات خارجية
- الموقع الرسمي